# Josef Abel (Komponist)
Josef Abel (* 22. März 1929 in Deronje (heute zu Odžaci), Jugoslawien (heute Serbien)) ist ein österreichischer Komponist und Arrangeur im Bereich der Blasmusik. Er arbeitete als Lehrer.

## Leben
Josef Abel wurde in Jugoslawien geboren. Aufgrund seiner deutschen Abstammung wurde er nach dem Zweiten Weltkrieg zur Flucht gezwungen und kam so 1945 nach Vorarlberg. Zuerst war er in Warth, dann in Langen bei Bregenz, wo er als landwirtschaftlicher Helfer arbeitete. Als Spätberufener absolvierte er von 1949 bis 1954 die Lehrerbildungsanstalt in Feldkirch, wo er auch seine musikalische Ausbildung bei Wilhelm Schosland, Franz Howorka und Rudolf Mayer erhielt. Er belegte Weiterbildungen zur Blasmusik bei Leo Ertl, Herbert König und Sepp Tanzer.
Abel leitete von 1954 bis 1990 die Volksschule Damüls. 1955 heiratete er Karolina Boch. Mit ihr zusammen hat er drei Söhne und eine Tochter. Im Jahr 1978 gründete er den Bergwald-Verlag, später umbenannt in Musikverlag Abel, dessen Leitung sein Sohn Dietmar übernahm. Des Weiteren war er von 1960 bis 1996 Kapellmeister des Musikvereins Alpenklänge Damüls, später Ehrenkapellmeister, leitete 40 Jahre einen Chor und initiierte eine Theatergruppe. Er ist seit 1954 Organist in Damüls und war Mitglied der Gemeindevertretung und zeitweise Vizebürgermeister. Außerdem ist er ehrenamtlich im Vorarlberger Volksliedwerk tätig und war Vorstand der Musikschule Bregenzerwald.
Josef Abel ist seit 1955 verheiratet und hat drei Söhne sowie eine Tochter. Er lebt im Damülser Ortsteil Uga.

## Ehrungen
- 2010: Großes Verdienstzeichen des Landes Vorarlberg[6]
- 2014: Verdienstmedaille der Diözese Feldkirch[1]
- 2014: Ehrenbürgerschaft der Gemeinde Damüls[7]

## Werke (Auswahl)

### Kompositionen
- Balaton (Ungarische Skizze)
- Bergblumen  (Walzer)
- Bergkristall (Walzer)
- Beschwingter Tag (Ouvertüre)
- Black Out (Belgano)
- Condor (Konzertmarsch)
- Dalli, Dalli (Schnellpolka)
- Dorfweisen  (Walzer)
- Erinnerungen an Dornau (Walzer)
- Erntefest (Ländliche Skizze), Bergwald-Verlag, 1958
- Ewige Ruhe (Trauerchoral)
- Gruß ans Heimatdorf, Musikverlag Abel
- Im Bergdorf (Ländliche Suite für vier Hörner), 1996, I. Aufbruch, II. Rundblick, III. Bergbauerntanz, IV. In der Bergkirche, V. Ausklang
- Im Bergland (Marsch)
- Holzfäller-Polka
- Kinder musizieren (Leichte Musikstücke für Orff-Instrumente)
- Kleine Serenade, 1965
- Kleine Suite
- Lobet den Herrn (Messe)
- Marciale (Marschintermezzo), Bergwald-Verlag
- Miniatur-Ouvertüre
- Mit festlichem Spiel (Marsch)
- Mit Musik durchs Leben (Marsch)
- Präludium, Bergwald-Verlag
- Preis der Heimat (Konzertstück), Helbling Verlag, 1966. Instrumentierung: Sepp Tanzer OCLC 79760509
- Pusztafeuer, Ungarische Skizze
- Sursum Corda (Messe für Blasorchester)
- Tokayer Wein (Ungarisches Intermezzo), Bergwald-Verlag
- Vertrau auf Gott (Messe für vier Hörner), 1996
- Wanderblut (Straßenmarsch), Abel Musikverlag

Quelle: 

### Arrangements
- Ernst Lamprecht: Siesta (Solo für 2 Trompeten/Flügelhörner und Blasorchester), Bergwald Musikverlag Abel, 1996

### Schriften
- Damüls. Der kleine Urlaubsberater. Säntis Verlag K. Mahnert, Innsbruck 1960.